# Neuaufnahmen in das UNESCO-Kultur- und -Naturerbe 2011
Im Jahr 2011 fanden die folgenden Neuaufnahmen in das UNESCO-Kultur- und -Naturerbe statt.

## Welterbestätten
Auf der 35. Sitzung des Welterbekomitees vom 9. bis zum 29. Juni 2011 in Paris wurden 25 Stätten in das Welterbe aufgenommen, darunter 21 Kulturstätten, drei Naturstätten und eine gemischte Stätte.
| Vertragsstaat(en)                                                               | Bezeichnung                                                                             | Typ | Ref. | Anmerkungen |
| ------------------------------------------------------------------------------- | --------------------------------------------------------------------------------------- | --- | ---- | ----------- |
| Äthiopien                                                                       | Kulturlandschaft der Konso (Lage)                                                       | K   | 1333 |             |
| Australien                                                                      | Ningaloo-Küste (Lage)                                                                   | N   | 1369 |             |
| Barbados                                                                        | Historisches Bridgetown und Garnison (Lage)                                             |     | 1376 |             |
| Deutschland                                                                     | Fagus-Werk in Alfeld (Lage)                                                             | K   | 1368 |             |
| transnational: Deutschland, Frankreich, Italien, Österreich, Schweiz, Slowenien | Prähistorische Pfahlbauten um die Alpen ()                                              | K   | 1363 |             |
| Frankreich                                                                      | Causses und Cevennen, mediterrane agro-pastorale Kulturlandschaften (Lage)              | K   | 1153 |             |
| Iran                                                                            | Der Persische Garten ()                                                                 | K   | 1372 |             |
| Italien                                                                         | Die Langobarden in Italien, Orte der Macht (Lage)                                       | K   | 1318 |             |
| Japan                                                                           | Hiraizumi - Tempel, Gärten und archäologische Stätten des Reinen-Land-Buddhismus (Lage) | K   | 1277 |             |
| Japan                                                                           | Ogasawara-Inseln (Lage)                                                                 | N   | 1362 |             |
| Jordanien                                                                       | Schutzgebiet Wadi Rum (Lage)                                                            | K/N | 1377 |             |
| Kenia                                                                           | Fort Jesus, Mombasa (Lage)                                                              | K   | 1295 |             |
| Kenia                                                                           | Kenianisches Seensystem im Great Rift Valley (Lage)                                     | N   | 1060 |             |
| Kolumbien                                                                       | Kaffee-Kulturlandschaft von Kolumbien (Lage)                                            | K   | 1121 |             |
| Mongolei                                                                        | Petroglyphenkomplexe des mongolischen Altai (Lage)                                      | K   | 1382 |             |
| Nicaragua                                                                       | Kathedrale von Léon (Lage)                                                              | K   | 1236 |             |
| Senegal                                                                         | Saloum-Delta (Lage)                                                                     | K   | 1359 |             |
| Spanien                                                                         | Kulturlandschaft der Serra de Tramuntana (Lage)                                         | K   | 1371 |             |
| Sudan                                                                           | Archäologische Stätten der Insel von Meroe (Lage)                                       | K   | 1336 |             |
| Syrien                                                                          | Antike Dörfer in Nordsyrien (Lage)                                                      | K   | 1348 |             |
| Türkei                                                                          | Selimiye-Moschee und ihre Sozialeinrichtungen (Lage)                                    | K   | 1366 |             |
| Ukraine                                                                         | Residenz der orthodoxen Metropoliten der Bukowina und Dalmatiens (Lage)                 | K   | 1330 |             |
| Vereinigte Arabische Emirate                                                    | Kulturstätten von Al Ain (Hafit, Hili, Bidaa Bint Saud und Oasengebiete) (Lage)         | K   | 1343 |             |
| Vietnam                                                                         | Zitadelle der Ho Dynastie (Lage)                                                        | K   | 1358 |             |
| Volksrepublik China                                                             | Kulturlandschaft Westsee bei Hangzhou (Lage)                                            | K   | 1334 |             |